# Evergestis nomadalis
Evergestis nomadalis ist ein Schmetterling aus der Familie der Crambiden (Crambidae).

## Merkmale
Die Falter haben eine Flügelspannweite von 31 bis 33 Millimeter. Die Fühler der Männchen sind sehr kurz bewimpert. Kopf, Körper und Vorderflügel sind fahl sandgelb. Eine schräg verlaufende sandbraune Linie beginnt in der Nähe des Apex und reicht bis zum Flügelinnenrand. Sie verläuft nahezu parallel zum Außenrand. Die schräg verlaufende, unvollständige innere Querlinie ist nur schwach angedeutet. Zur Zeichnung gehören noch ein doppelt angelegter Diskalfleck und einige winzige dunkle Punkte, die sich auf den Flügeladern vor der äußeren Linie befinden. Die Fransenschuppen sind einfarbig, nur zwischen den Aderenden haben sie an der Basis einige kleine dunkle Flecke. Die Hinterflügel glänzen gelblich weiß. Die Unterseiten der Vorderflügel sind dunkler als die der Hinterflügel. Sie sind gelblich braun durchmischt, haben einen auffälligen Diskalfleck, eine dunkle äußere Linie und eine feine dunkle Saumlinie. Die Hinterflügelunterseite ist weißlich gelb und hat eine dünne orangebraune Saumlinie. Die Fransenschuppen sind einfarbig.
Bei den Männchen ist der Uncus schmal spatelförmig und einen stumpfen Apex. Der Gnathos ist dolchförmig und an der Spitze mit sechs kleinen Zähnen versehen. Die Valven sind breit und leicht gebogen. Sie sind an der Basis verdickt und haben einen rundlichen Apex. Die geweitete Basis bildet einen angedeuteten Sacculus. Das Klammerorgan (Clasper) fehlt. Der Phallus ist mit zwei länglichen Cornuti-Gruppen versehen, die sich auf einem schuppigen Band befinden. Zusätzlich besitzt er ein Paar stachliger, bürstenartiger Bereiche.
Die Genitalarmatur der Weibchen ist unbekannt.

## Verbreitung
Evergestis nomadalis wurde bisher in Griechenland (Lakonien, Parnon-Gebirge), Russland (im Norden des Kaukasus, Karatschajewsk) der Türkei (Provinz Erzurum), Zentralasien (Kuldja und östliches Turkestan) und im Iran nachgewiesen.

## Biologie
Die Präimaginalstadien sind unbekannt. Die Falter fliegen im Spätsommer.

## Systematik
Aus der Literatur ist das folgende Synonym bekannt:
- Orobena nomadalis Lederer, 1870

## Belege
1. 1 2 3 4 5 6  Barry Goater, Matthias Nuss, Wolfgang Speidel: Pyraloidea I (Crambidae, Acentropinae, Evergestinae, Heliothelinae, Schoenobiinae, Scopariinae). In: P. Huemer, O. Karsholt, L. Lyneborg (Hrsg.): Microlepidoptera of Europe. 1. Auflage. Band 4. Apollo Books, Stenstrup 2005, ISBN 87-88757-33-1, S. 88 (englisch).
2. ↑  Evergestis nomadalis bei Fauna Europaea. Abgerufen am 27. September 2013